# 大津FM送信所
大津FM送信所（おおつエフエムそうしんじょ）は、滋賀県湖南市にあるFM放送の送信所。

## 概要
- 当送信所には大津市に演奏所があるFM放送局が送信所を置いているが、大津テレビ放送所がある大津市ではなく、大津市の東側に位置する湖南市に送信所を置いており、滋賀県の広範囲に電波を発射している。

## 送信所置局住所
- 湖南市岩根字大谷678番地（岩根山 山頂・十二坊）

## 送信施設概要
| 周波数  | 放送局名             | コールサイン | 空中線電力 | ERP   | 放送対象 地域 | 放送区域 内世帯数 |
| ------- | -------------------- | ------------ | ---------- | ----- | ------------- | ----------------- |
| 77.0MHz | e-radio エフエム滋賀 | JOUV-FM      | 1kW        | 9.5kW | 滋賀県        | 33万1764世帯      |
| 84.0MHz | NHK 大津FM           | JOQP-FM      | 1kW        | 9.5kW | 滋賀県        | 33万1764世帯      |

- NHKの正式な局名は、｢甲賀FM放送所｣である。